# Setra Group
Setra Group AB eller Setra er en svensk skovindustrikoncern med hovedkvarter i Solna, Stockholm. Deres produkter omfatter trævarer og byggematerialer.
Setra Group har ca. 800 medarbejdere på ni anlæg i Sverige. Desuden har de anlæg i Storbritannien.
Setra Group blev etableret i 2003 ved et samarbejde mellem skovejerforeningen Mellanskogs og LRFs savværksvirksomhed Mindab (Mellanskog Industri AB) samt Sveaskog sågverksbolag Assi Domän Timber. Setra ejes 50 % af Sveaskog og  49,5 % af Mellanskog. Øvrige aktionærer udgør 0,5 %.